# Tetragnatha laboriosa
Tetragnatha laboriosa är en spindelart som beskrevs av Nicholas Marcellus Hentz 1850. Tetragnatha laboriosa ingår i släktet sträckkäkspindlar, och familjen käkspindlar. Inga underarter finns listade i Catalogue of Life.